# Valle Basento Grassano Scalo - Grottole
Valle Basento Grassano Scalo - Grottole este o arie protejată (arie specială de conservare — SAC, sit de importanță comunitară — SCI, arie de protecție specială avifaunistică — SPA) din Italia întinsă pe o suprafață de 882 ha, integral pe uscat.

## Localizare
Centrul sitului Valle Basento Grassano Scalo - Grottole este situat la coordonatele 40°35′54″N 16°14′39″E / 40.598333°N 16.244167°E.

## Înființare
Situl Valle Basento Grassano Scalo - Grottole a fost declarat sit de importanță comunitară în septembrie 1995 pentru a proteja 95 de specii de animale. Alte tipuri de protecție:
- arie de protecție specială avifaunistică (în noiembrie 1998)[3]
- arie specială de conservare (în ianuarie 2017)[2][4][5]

## Biodiversitate
Situată în ecoregiunea mediteraneană, aria protejată conține 7 habitate naturale: Pseudostepă cu ierburi și specii anuale de Thero-Brachypodietea, Tufărișuri termo-mediteraneene și de pre-deșert, Galerii și tufărișuri riverane sudice (Nerio-Tamaricetea și Securinegion tinctoriae), Râuri mediteraneene cu debit permanent cu specii de Paspalo-Agrostidion și galerii riverane de Salix și de Populus alba, Râuri mediteraneene cu debit permanent și vegetație de Glaucium flavum, Galerii de Salix alba și de Populus alba, Tufărișuri halo-nitrofile (Pegano-Salsoletea).
La baza desemnării sitului se află mai multe specii protejate:
- păsări (90): pițigoi codat (Aegithalos caudatus), ciocârlie-de-câmp (Alauda arvensis), pescăruș albastru (Alcedo atthis), rață pitică (Anas crecca), rață mare (Anas platyrhynchos), fâsă-de-câmp (Anthus campestris), fâsă de luncă (Anthus pratensis), lăstunul mare (Apus apus), egretă mare (Ardea alba), stârc cenușiu (Ardea cinerea), stârc roșu (Ardea purpurea), cucuvea (Athene noctua), șorecarul comun (Buteo buteo), caprimulg (Caprimulgus europaeus), sticlete (Carduelis carduelis), Cettia cetti,  prundaș gulerat mic (Charadrius dubius), florinte (Chloris chloris), barză albă (Ciconia ciconia), barză neagră (Ciconia nigra), șerpar (Circaetus gallicus), erete de stuf (Circus aeruginosus), erete vânăt (Circus cyaneus), botgros (Coccothraustes coccothraustes), porumbel (Columba livia), porumbel gulerat (Columba palumbus), dumbrăveancă (Coracias garrulus), corb (Corvus corax), cioară neagră (Corvus corone), Corvus monedula, prepeliță (Coturnix coturnix), cuc (Cuculus canorus), pițigoi albastru (Cyanistes caeruleus), lăstun de casă (Delichon urbicum), ciocănitoare pestriță mare (Dendrocopos major), Dryobates minor, presură sură (Emberiza calandra), măcăleandru (Erithacus rubecula), Falco naumanni, șoim călător (Falco peregrinus), vânturel roșu (Falco tinnunculus), cinteză (Fringilla coelebs), Fringilla montifringilla, lișiță (Fulica atra), ciocârlan (Galerida cristata), becațină comună (Gallinago gallinago), găinușă de baltă (Gallinula chloropus), gaiță (Garrulus glandarius), cocor (Grus grus), rândunică (Hirundo rustica), sfrâncioc roșiatic (Lanius collurio), sfrânciocul cu frunte neagră (Lanius minor), sfrâncioc cu cap roșu (Lanius senator), câneparul (Linaria cannabina), ciocârlie de pădure (Lullula arborea), privighetoare (Luscinia megarhynchos), prigoare (Merops apiaster), gaia neagră (Milvus migrans), gaia roșie (Milvus milvus), mierlă de piatră (Monticola saxatilis), codobatură galbenă (Motacilla alba), codobatură de munte (Motacilla cinerea), pietrar mediteranean (Oenanthe hispanica), grangur (Oriolus oriolus), ciuf-pitic (Otus scops), vultur pescar (Pandion haliaetus), pițigoi mare (Parus major), vrabie (Passer domesticus), vrabie de câmp (Passer montanus), cormoran mare (Phalacrocorax carbo), codroș de munte (Phoenicurus ochruros), coțofană (Pica pica), ciocănitoarea verde (Picus viridis), mărăcinar negru (Saxicola torquatus), sitar de pădure (Scolopax rusticola), cănăraș (Serinus serinus), țiclete (Sitta europaea), guguștiuc (Streptopelia decaocto), turturică (Streptopelia turtur), graur (Sturnus vulgaris), silvie cu cap negru (Sylvia atricapilla), silvie mediteraneană (Sylvia melanocephala), corcodel mic (Tachybaptus ruficollis), pănțărușul (Troglodytes troglodytes), sturzul viilor (Turdus iliacus), mierlă (Turdus merula), sturz-cântător (Turdus philomelos), sturzul de vâsc (Turdus viscivorus), pupăză (Upupa epops), nagâț (Vanellus vanellus)
- mamifere (1): vidră de râu (Lutra lutra)
- pești (2): Alburnus albidus, Rutilus rubilio
- reptile (2): țestoasa de baltă (Emys orbicularis), țestoasă bănățeană (Testudo hermanni)

Pe lângă speciile protejate, pe teritoriul sitului au mai fost identificate 28 de specii de plante, 4 specii de amfibieni, 6 specii de mamifere, 5 specii de nevertebrate, 4 specii de reptile.